# Metaraphia postluteella
Metaraphia postluteella är en fjärilsart som beskrevs av George Francis Hampson 1901. Metaraphia postluteella ingår i släktet Metaraphia och familjen mott. Inga underarter finns listade i Catalogue of Life.